# Alexander Koch
Pour les articles homonymes, voir Koch.
Alexander Koch est un fleurettiste allemand né le 22 février 1969 à Bonn.

## Carrière
Lors des Jeux olympiques d'été de 1992 à Barcelone, Alexander Koch est sacré champion olympique en fleuret par équipe avec Thorsten Weidner, Ulrich Schreck, Udo Wagner et Ingo Weißenborn. En  1996 à Atlanta, il se classe sixième en fleuret par équipe et vingt-deuxième en individuel.